# Al-Quds Open University
Al-Quds Open University (arabisch جامعة القدس المفتوحة, DMG Ǧāmiʿat al-Quds al-maftūḥa; QOU) ist eine palästinensische Universität mit Sitz in Ramallah. 1991 gegründet, ist sie die einzige Fernuniversität in den Palästinensischen Autonomiegebieten.
Die QOU hat mehrere Standorte im Gazastreifen, Westjordanland, aber auch in Saudi-Arabien und den Vereinigten Arabischen Emiraten. 2002 hatte sie rund 35.000 eingeschriebene Studenten.